# 薛瑞 (正德進士)
薛瑞（1477年—？年），字舜辑，锦衣卫籍，南直隶苏州府長洲縣人。

## 生平
治《易經》，行三，由順天府附學生中式正德二年（1507年）丁卯科順天府鄉試第二十九名舉人，正德三年（1508年）聯捷戊辰科會試第三百四十二名，第三甲第一百十六名進士。历官工部署员外郎事主事，嘉靖元年（1522年）四月升鸿胪寺右少卿，三年七月升尚宝司少卿。

## 家族
曾祖薛仲榮。祖父薛宁，登仕郎。父薛謙。母葉氏。具庆下，兄理、弟俊。